# Aríbalo incaico

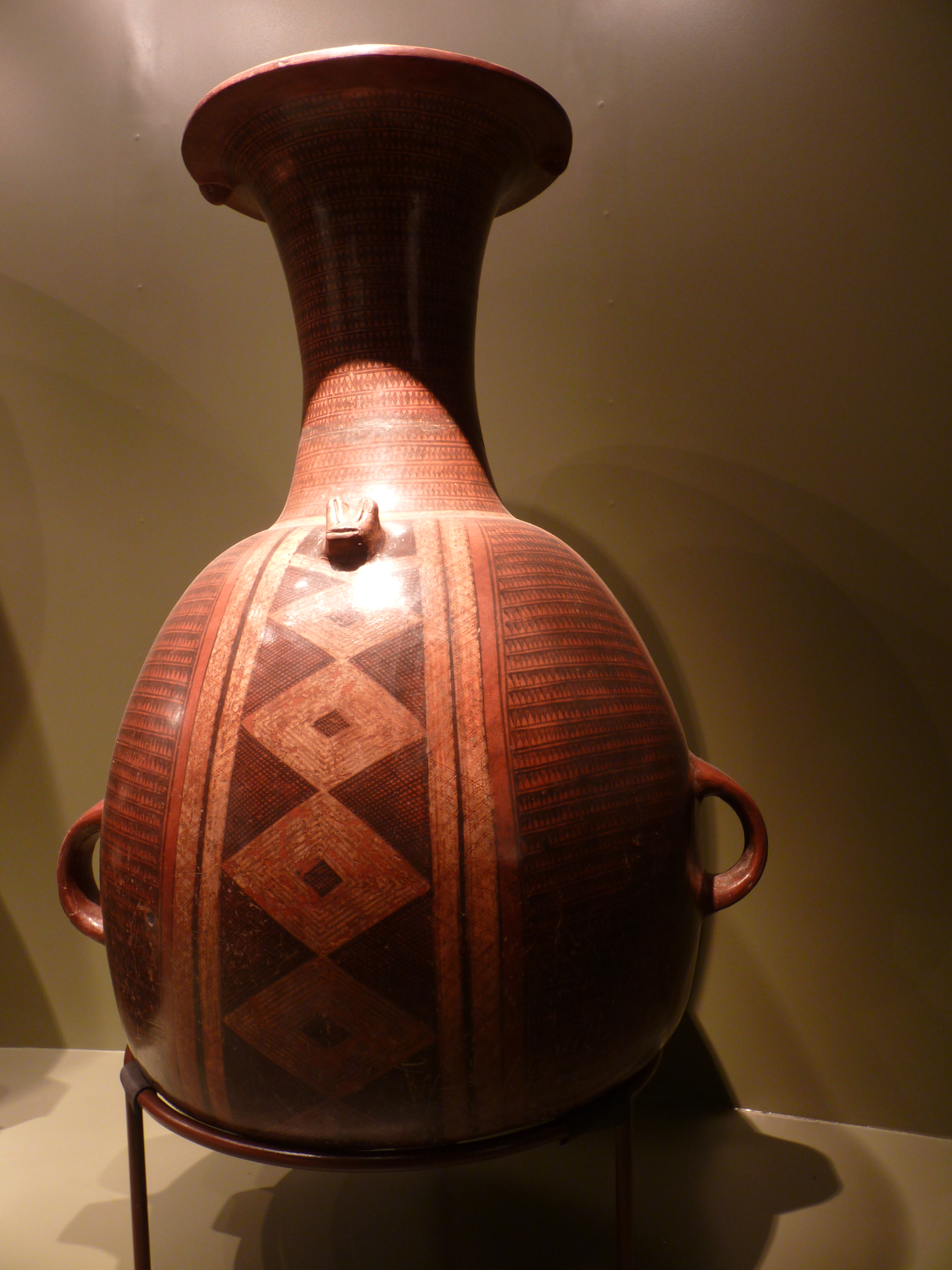
Aríbalo. Museo de Arte Precolombino, Cuzco, Perú.

El aríbalo incaico o urpu es la forma más representativa de la cerámica incaica, de finalidad  utilitaria. Es un cántaro de boca abocinada, cuello largo, cuerpo voluminoso y base cónica. Lo había en diversos tamaños, desde pequeños para uso personal hasta los que tenían la altura de una persona. Los antiguos peruanos lo llamaban maka o puyñun; el nombre de aríbalo lo impusieron los españoles, por su ligero parecido con las antiguas ánforas griegas elaboradas desde el siglo VIII a. C. (aryballos).

## Características
- La forma de su cuerpo es globular.
- Su cuello es alargado, terminando la boca en bordes volteados (labios abocinados).
- Consta de dos asas o agarraderas, una en cada lado de su abultado cuerpo.
- En el borde inferior de la boca tiene un par de anilletes donde se pasaban cintas de colores.
- En la base del cuello tiene una protuberancia o botón de barro cocido que representa una cabeza humana o felina.
- Presenta decoración en su cuerpo, basada en motivos geométricos, predominando los rombos, rectángulos, triángulos, círculos y cruces (similares a la decoración textil), aunque algunas veces se representan aves, insectos y plantas, todos hechos de manera fina y pequeña.
- Es policroma, ya que se emplean muchos colores en su ornamento, como marrón, rojo, blanco, naranja, amarillo, en diversas tonalidades, y con más frecuencia el negro.
- Su base es cónica y puntiaguda, por lo que se debía asentarlo en un agujero o hueco en el suelo, para mantenerlo en equilibrio. Esta forma facilitaba inclinarlo cuando se quería verter su contenido y evitaba que se dañara al momento de volverlo a su posición original.

## Utilidad

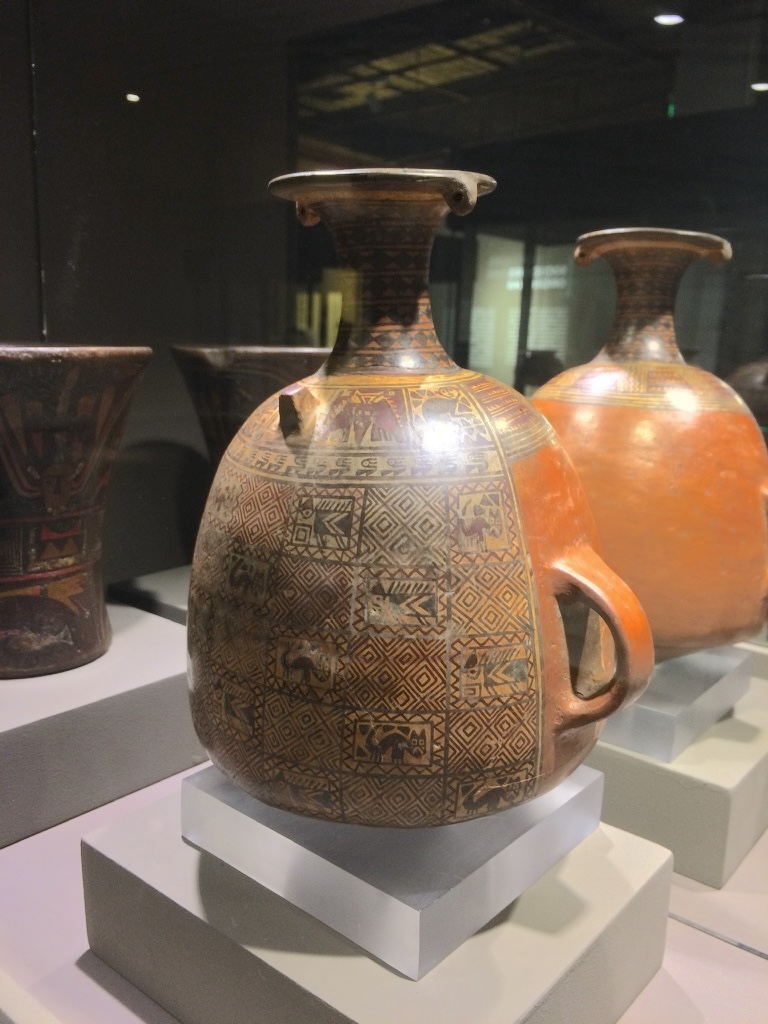
Aríbalo. MuNa, Quito.

Su fin era netamente práctico y utilitario: era usado para transportar agua y preparar bebidas como la chicha, así como para almacenar alimentos secos. Los más pequeños eran usados en los ritos ceremoniales, como pagos a la tierra; también solían ser colocados en los entierros de difuntos. 
Para transportarlo se pasaba una cuerda por las asas de sus costados y por el botón o protuberancia del cuello, que por lo general representaba un rostro felino. Se colocaba en la espalda y la cuerda era sujetada con las manos.

## Importancia

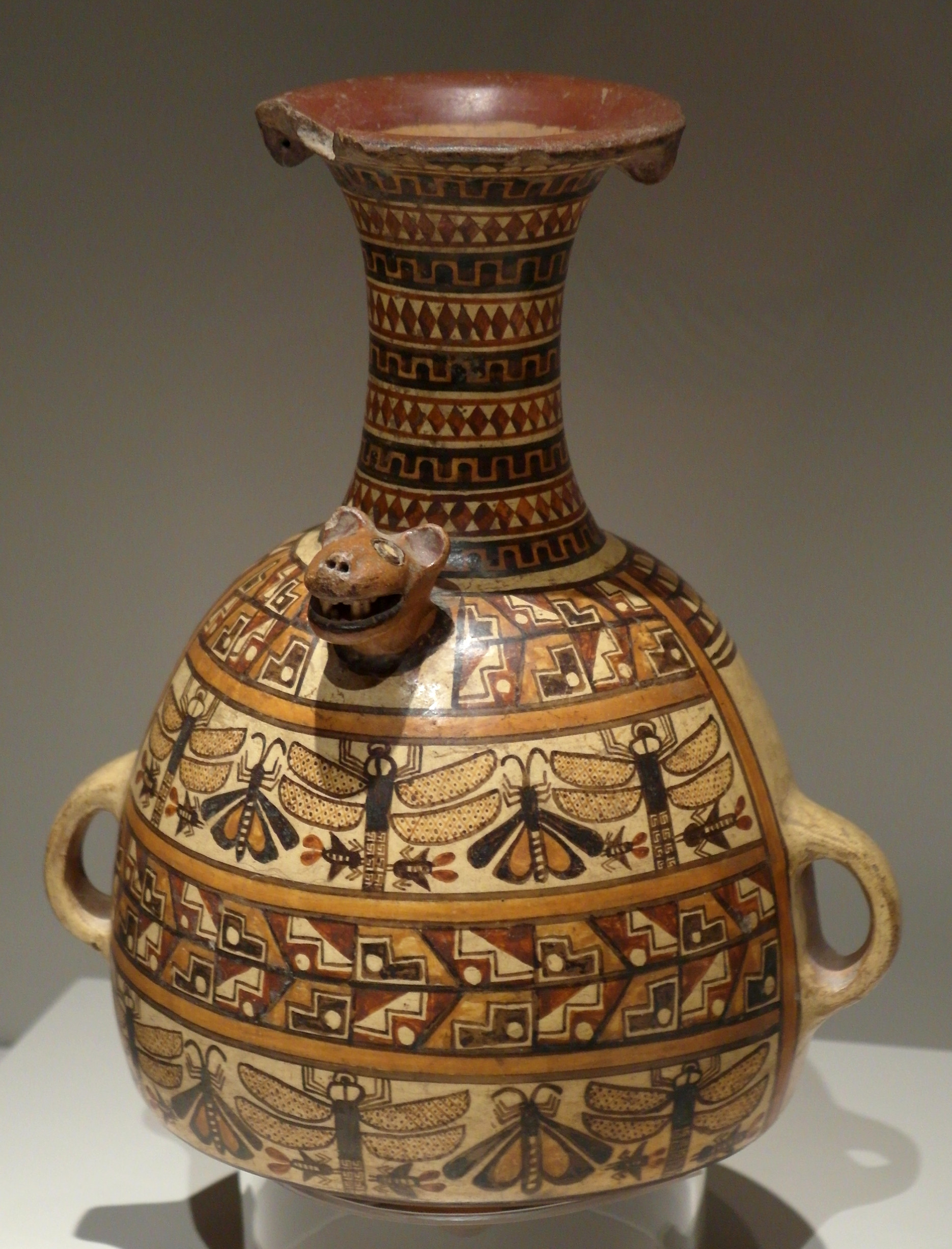
Aríbalo.

El aríbalo, con sus peculiares «labios abocinados», fue la  forma más característica y común de la cerámica inca, tan así que su presencia en los yacimientos arqueológicos es indicio inobjetable de la presencia o influencia inca en la zona. Se han encontrado finos aríbalos en entierros acompañando a los difuntos. Tuvo diversos estilos en todas las regiones conquistadas por la cultura incaica e influenció en el desarrollo de la alfarería andina. Por ejemplo, los chimúes de la costa norte peruana, después de haber sido conquistados por los incas, mantuvieron su cerámica negra tradicional, pero también confeccionaron aríbalos y cerámica con labios abocinados.